# Den tillfällige turisten (film)
Den tillfällige turisten är en amerikansk dramafilm från 1988, i regi av Lawrence Kasdan med William Hurt i huvudrollen. Filmen hade Sverigepremiär den 3 mars 1989.

## Handling
Macon Leary jobbar med att skriva reseguider för affärsmän. Efter att hans 12-årige son blivit ihjälskjuten, håller hans äktenskap med Sarah på att falla samman, och när Macon blir tillfälligt rörelsehindrad efter att ha fallit nedför källartrappan flyttar han hem till sina excentriska syskon Rose, Porter och Charles. Macon anställer den egensinniga och bohemiska Muriel Pritchett, som har en sjuklig son,  för att gå ut med hans hund Edward. Efter ett tag inleder de två ett förhållande. När Sarah får reda på detta beslutar hon sig för att hon vill starta om på nytt med Macon och föreslår att de ska flytta tillbaka till deras gamla hus. Macon lämnar Muriel och återvänder till Sarah. När Macon åker till Paris för att samla material till reseguiden, visar det sig att Muriel är med på flygplanet, och dessutom bor på samma hotell som han, efter att ha läst om hotellet i Macons guide.

## Nomineringar och priser
- Geena Davis vann en Oscar för bästa kvinnliga biroll.[1]

## Rollista (urval)
- William Hurt - Macon Leary
- Kathleen Turner - Sarah Leary
- Geena Davis - Muriel Pritchett
- Bill Pullman - Julian
- Amy Wright - Rose Leary
- David Ogden Stiers - Porter Leary
- Ed Begley Jr. - Charles Leary